# Honnêteté
Honnêteté (französisch Ehrbarkeit) ist ein insbesondere in Frankreich im 17. und 18. Jahrhundert verbreitetes Persönlichkeitsideal. Menschen, die ihm entsprachen, wurden als honnête homme bzw. honnête femme bezeichnet, die Pluralform ist honnêtes gens.
Erstmals wurde der Begriff 1538 von Robert Estienne in seinem Dictionarium latinogallicum definiert: „Celui qui a une certaine culture d’esprit, un certain rang et point de prétention“, also ein gebildeter Mensch ohne Dünkel.
Zur Zeit König Ludwigs XIV. entwickelte sich daraus ein Leitbild der höfischen Gesellschaft. Kennzeichen waren umfassende, aber nicht allzu spezialisierte Bildung, Weltgewandtheit, Fähigkeit zu geistreicher Konversation und gute Umgangsformen. Eines der Vorbilder dieses Ideals war Michel de Montaigne. Propagiert wurde es unter anderem durch die Schriften von Nicolas Faret, Antoine Gombaud, chevalier de Méré und François de La Rochefoucauld.
Kritik kam zunächst durch die Jesuiten, die in Traktaten übersteigerte Weltlichkeit sowie das Fehlen christlicher Tugenden bemängelten und versuchten, Werte wie Sittlichkeit in das Konzept des honnête homme einzubringen.
Aus einem anderen Blickwinkel kritisierten später Aufklärer wie Jean-Jacques Rousseau die Honnêteté, für sie war es der Inbegriff einer oberflächlichen und dekadenten höfischen Kultur.
Nach der Französischen Revolution verlor der Begriff zunehmend seine ursprüngliche Bedeutung und wurde für ehrbare und redliche Menschen aller Schichten verwendet.